# ماركوس غوستافسون
ماركوس غوستافسون (بالسويدية: Markus Gustafsson) (6 مارس 1989 بالسويد - ) هو لاعب كرة قدم سويدي في مركز الوسط. شارك مع منتخب السويد تحت 17 سنة لكرة القدم ومنتخب السويد تحت 19 سنة لكرة القدم. أما مع النوادي، فقد لعب مع نادي أورغريته ونادي برومابويكارنا ونادي ليونغسكايل وغايس غوتنبرغ ونادي فيبورج.

## روابط خارجية
- ماركوس غوستافسون على موقع اتحاد السويد (السويدية)
- ماركوس غوستافسون على موقع قاعدة بيانات كرة القدم.إي يو (الإنجليزية)
- ماركوس غوستافسون على موقع Soccerway.com (الإنجليزية)